# Milovan Vesnić
Milovan Vesnić (Servisch: Милован Веснић) (Užice, 29 maart 1976) is een Servisch autocoureur.

## Carrière
Vesnić begon zijn autosportcarrière in 1994 in het Joegoslavische rallykampioenschap en eindigde hier op de tweede plaats. In 1995 stapte hij over naar de Group A van het Joegoslavische circuitkampioenschap en werd direct kampioen. In 1996 stapte hij over naar de ST-klasse en behaalde twee kampioenschappen in drie seizoenen, waarbij hij alleen in 1997 tweede werd.
In 2000 en 2001 reed Vesnić in de Duitse Renault Clio V6 Trophy, waarin hij achtereenvolgend twaalfde en veertiende in de eindstand werd. In 2003 keerde hij terug naar zijn thuisland om te rijden in de ST-klasse van het Servische circuitkampioenschap. In de daaropvolgende jaren behaalde hij acht kampioenschappen uit negen seizoenen en werd enkel in 2005 tweede.
In 2011 en 2012 nam Vesnić deel aan de E1 2000-klasse van het FIA Regional Cup en werd in beide seizoenen kampioen. In 2013 stapte hij over naar de E1 2000-klasse van het FIA Central European Zone Championship en wist deze eveneens winnend af te sluiten.
In 2014 maakte Vesnić de overstap naar de internationale racerij, waarbij hij deelnam aan de TC2-klasse van de European Touring Car Cup met zijn eigen team ASK Sport Auto Vesnić in een BMW 320si. Hij verliet het kampioenschap na drie van de vijf raceweekenden na in deze races slechts zeven punten wist te scoren. In 2015 en 2016 reed hij weer in het FIA Central European Zone Championship, maar kwam ditmaal uit in de D4 2000-klasse. Opnieuw wist hij beide kampioenschappen winnend af te sluiten.
In 2017 keert Vesnić terug op het internationale niveau, waarbij hij deelneemt aan de TCR International Series als voorbereiding op de TCR Trophy Europe vanaf het vijfde raceweekend op de Salzburgring voor zijn eigen team ASK Vesnić in een Audi RS 3 LMS TCR.